# Канчели, Александр Иванович
Александр Иванович Канчели (груз. ალექსანდრე ივანეს ძე ყანჩელი, 1878—1948) — грузинский советский юрист и писатель, фольклорист.

## Биография
Выпускник Московского университета.
Публиковался под псевдонимом К—ли, А. Один из редакторов выходившей в Тифлисе газеты «Республика». Адресат Константина Бальмонта.
Жил в Тбилиси на улице Георгия Леонидзе, 20
Дом Александра Канчели был местом встреч многих выдающихся деятелей искусства Грузии, среди них были художник Нико Пиросмани, поэты Паоло Яшвили и Тициан Табидзе, и многие другие.

## Личная жизнь
Первая жена — Тамара Росебовна Амирэджиби (1884—1917), умерла от туберкулеза (ей было посвящено стихотворение Константина Бальмонта). В браке родилось двое сыновей — Ираклий Александрович Канчели (род.1906), художественный руководитель Тбилисского государственного цирка, заслуженный деятель культуры Грузинской ССР (1961), и Вахтанг Александрович Канчели, архитектор, главный архитектор ГипроНИИ Авиапрома. 
Внуки Александра Канчели:  Нодар Вахтангович Канчели, архитектор, Теймураз Ираклиевич Канчели, кандидат технических наук.
Вторая жена — Елена Шенгелая, сестра режиссёра Николоза Шенгелая. Брак был недолгим, они вскоре разошлись, и Елена вышла замуж за Георгия Нанеишвили, племянника А. Канчели. Дочь — актриса Саломе Канчели, в 1943—1945 гг. была женой режиссёра Г. Товстоногова, двое детей остались с отцом после развода.